# 中野 (郡山市)
中野（なかの）は、福島県郡山市に所在する町丁である。郵便番号は963-0206。

## 地理
郡山市中西部の行政区である大槻町に属する。北で堤、東で鳴神、谷地本町、南で静西、西で大槻町とそれぞれ隣接する。郡山西部第一土地区画整理事業および中谷内土地区画整理事業実施区域の一部であり、コスモス通り以西に位置する。福島県道6号郡山湖南線を境に北側に一丁目、南に二丁目が設置されている。それぞれの通り沿いに店舗などが連なり、住宅地が広がる。開成三丁目に所在する郡山警察署開成山交番(一丁目）、大槻町に所在する郡山警察署大槻交番（二丁目）、および大槻町に所在する郡山消防署大槻基幹分署がそれぞれ管轄にあたる。

## 世帯数と人口
2024年1月1日現在の世帯数と人口は以下の通りである。
| 町丁 | 世帯数  | 人口  |
| ---- | ------- | ----- |
| 中野 | 293世帯 | 638人 |

## 小・中学校の学区
市立小・中学校に通う場合、学区は以下の通りとなる。
| 番地           | 小学校             | 中学校                 |
| -------------- | ------------------ | ---------------------- |
| 下記を除く全域 | 郡山市立大成小学校 | 郡山市立郡山第七中学校 |
| 一丁目18番     | 郡山市立大成小学校 | 郡山市立郡山第一中学校 |

## 交通

### 道路
- 福島県道6号郡山湖南線
- 一級市道69号静町大徳南線（コスモス通り）

## 施設等
- 大東銀行 コスモス通り支店
- カインズ 大槻店
- ほっともっと 郡山大槻店
- 中野稲荷神社
- 静公園